# Arnaud Le Vac
Pour les articles homonymes, voir Le Vac.
 (mai 2025).
La mise en forme du texte ne suit pas les recommandations de Wikipédia : il faut le « wikifier ».
Les points d'amélioration suivants sont les cas les plus fréquents :
- Les titres sont pré-formatés par le logiciel. Ils ne sont ni en capitales, ni en gras.
- Le texte ne doit pas être écrit en capitales (les noms de famille non plus), ni en gras, ni en italique, ni en « petit »…
- Le gras n'est utilisé que pour surligner le titre de l'article dans l'introduction, une seule fois.
- L'italique est rarement utilisé : mots en langue étrangère, titres d'œuvres, noms de bateaux, etc.
- Les citations ne sont pas en italique mais en corps de texte normal. Elles sont entourées par des guillemets français : « et ».
- Les listes à puces sont à éviter, des paragraphes rédigés étant largement préférés. Les tableaux sont à réserver à la présentation de données structurées (résultats, etc.).
- Les appels de note de bas de page (petits chiffres en exposant, introduits par l'outil «  Source ») sont à placer entre la fin de phrase et le point final[comme ça].
- Les liens internes (vers d'autres articles de Wikipédia) sont à choisir avec parcimonie. Créez des liens vers des articles approfondissant le sujet. Les termes génériques sans rapport avec le sujet sont à éviter, ainsi que les répétitions de liens vers un même terme.
- Les liens externes sont à placer uniquement dans une section « Liens externes », à la fin de l'article. Ces liens sont à choisir avec parcimonie suivant les règles définies. Si un lien sert de source à l'article, son insertion dans le texte est à faire par les notes de bas de page.
- La présentation des références doit suivre les conventions bibliographiques. Il est recommandé d'utiliser les modèles {{Ouvrage}}, {{Chapitre}}, {{Article}}, {{Lien web}} et/ou {{Bibliographie}}. Le mode d'édition visuel peut mettre en forme automatiquement les références.
- Insérer une infobox (cadre d'informations à droite) n'est pas obligatoire pour parachever la mise en page.

Pour une aide détaillée, merci de consulter Aide:Wikification.
Si vous pensez que ces points ont été résolus, vous pouvez retirer ce bandeau et améliorer la mise en forme d'un autre article.
Arnaud Le Vac est un poète et critique littéraire français né en 1978 à Villeneuve-Saint-Georges (Val-de-Marne).

## Parcours
Poète, il publie On ne part pas en 2017, Reprenons les chemins d’ici en 2019, et Tenir le pas gagné en 2023. 
Essayiste, il publie Manifeste pour une poétique de la modernité vers Hugo, Baudelaire, Lautréamont, Rimbaud, Mallarmé, Apollinaire, Breton, Tzara en 2021.
Critique, il écrit dans différents webzines et crée le blog Tenir à son langage sur Le Club de Mediapart en 2020
Revuiste, il fonde la revue numérique Le sac du semeur de 2016 à 2020. Il cofonde la revue L'Oreille voit en 2022 et la revue Harmonie-Tanaghom en 2024.      
Il dirige la collection "Voix au poème" aux éditions du Cygne,.      

## Livres

### Poésie
- Tenir le pas gagné, éd. du Cygne, 2023.
- Reprenons les chemins d’ici, éd. du Cygne, 2019.
- On ne part pas, éd. du Cygne, 2017.

### Essai
- Manifeste pour une poétique de la modernité vers Hugo, Baudelaire, Lautréamont, Rimbaud, Mallarmé, Apollinaire, Breton, Tzara, éd. du Cygne, 2021.

## Publications anthologies
- « Présence éveillée », dans l’anthologie Triages, Voix unes & premières, éd. Tarabuste, 2014.
- « Place à la vie, place à la ville », dans Génération Poésie debout, éd. Le Temps des Cerises, 2017.
- « Les livres et les disques », dans Le Chant du cygne, anthologie 2020, vingt ans de poésie contemporaine, éd. du Cygne, 2020.

## Publications revues
- « Brève histoire de la poésie », Ce qui reste, 2014.
- « Ligne de partage », Paysages écrits n°22, 2014.
- « Il n'en faut pas plus », Paysages écrits n°25, 2015.
- « Ne pas suivre les voies ordinaires », (Alain Jouffroy), D'un corps d'écoute : entretien avec Marcelin Pleynet, Paysages écrits n°26, 2015.
- « Je devine et j'ose », inks, Passage d'encres III, 2016.
- « une vie humaine », Résonance générale n°9, L'Atelier du Grand Tétras, 2017.
- « Une aventure intellectuelle vers une poétique du vivre en voix », entretien avec Serge Martin, Le sac du semeur n°3, 2018.
- « Une aventure poétique vers une parole épiphanique du temps » », entretien avec Pascal Boulanger, Le sac du semeur n°4, 2019.
- « Pour une poétique de la modernité vers Baudelaire », Les Cahiers de Tinbad n°8, éd. Tinbad, 2019.
- « De pas en pas vers un passage de voix », Résonance générale n°10, L'Atelier du Grand Tétras, 2019.
- « Hugo à l’œuvre : une modernité en action », Résonance générale n°11, Openedition Hypotheses, 2020.
- « Pour une poétique de la modernité vers Lautréamont », Les Cahiers de Tinbad n°9, éd. Tinbad, 2020.
- « Une expérience toujours nouvelle du langage et de la vie », (Revue) Nu(e), n° 72, Serge Ritman, 2020.
- « Pour une poétique de la modernité vers Rimbaud », Les Cahiers de Tinbad n°10, éd. Tinbad, 2020.
- « Le ciel dans la lumière de janvier et Quel sujet, quel corps », Poetry Sound Library, Zee Maps, 2020.
- « Place de la Bastille », Le Génie libre n°1, 2021.
- « Ta voix, ma voix » et « J'aime cette vie entre toutes », L'Oreille voit n°1, 2022.
- « Faire de ne pas faire », Notre sélection de poèmes, Poèmes d'ici et d'ailleurs, Le Manoir des Poètes, 2022.
- « À l’écart définif », Le Génie libre n°3, 2023.
- « La question du sujet poétique et politique » et « Dans une écoute vision du monde », L'Oreille voit n°2, 2023.
- « Une subjectivité aimante » et « Ta voix dans le poème », L'Oreille voit n°3, 2024.

## Critiques littéraires et d'arts
- « Trajectoire déroutée », Sanda Voïca, Poezibao, 2018.
- « L’Impératif de la voix, Serge Martin, Poezibao 2019.
- « Cet oubli maintenant », Laurent Mourey, Recours au Poème, 2020.
- « Itus et reditus suivi d'un entretien avec Claude Minière », Tenir à son langage, Le Club de Mediapart, 2020.
- « L'Intime dense suivi d'un entretien avec Pascal Boulanger », Tenir à son langage, Le Club de Mediapart, 2022.
- « En bleu adorable, Pascal Boulanger », Recours au Poème, 2023.
- « L’Anthologie Le Dactylo Méditerranéen suivi d'un entretien avec Deniz Dağdelen Düzgün », Tenir à son langage, Le Club de Mediapart, 2024.
- « Pratique du point sublime », Harmonie-Tanaghom n°1 Naoual Charif, juin 2024.
- «La beauté d’un instant absolu », Harmonie-Tanaghom n°2 Abir Tahiri, juin 2025.

## Films
- Un poète parmi d'autres : Arnaud Le Vac, réalisation L'Éveilleur, 2023.
- Les aventures de la modernité : une poétique de la modernité, réalisation L'Éveilleur, 2024.